# Alfredo Anderson
Pour les articles homonymes, voir Anderson.
Alfredo Anderson est un footballeur panaméen né le 31 octobre 1978 à Colón. Il évoluait au poste d'attaquant.

## Biographie
Alfredo Anderson reçoit 12 sélections en équipe du Panama entre 2000 et 2001, inscrivant deux buts.
Il remporte plusieurs titres de champion du Panama.